# Luka Lončar
Luka Lončar (Zágráb, 1987. június 26. –) világbajnoki ezüst- (2015) és bronzérmes (2013, 2019) horvát vízilabdázó, a Jug Dubrovnik centere.